# بيلهام (نيوهامشير)
بيلهام (بالإنجليزية: Pelham, New Hampshire)‏ هي بلدة أمريكية تقع في الولايات المتحدة في هيلسبوروغ. يقدر عدد سكانها بـ 12,897 نسمة ومساحتها 69.8 كم2وترتفع عن سطح البحر 47 متر.